# Ябучета
46°01′ пн. ш. 16°54′ сх. д. / 46.01° пн. ш. 16.90° сх. д.
Ябучета (хорв. Jabučeta) — населений пункт у Хорватії, в Б'єловарсько-Білогорській жупанії у складі громади Капела.

## Населення
Населення за даними перепису 2011 року становило 62 осіб.
Динаміка чисельності населення поселення: